# Nova Ljubljanska banka
Nova Ljubljanska banka (NLB) är den största banken i Slovenien, och har sitt säte i Ljubljana. Vid bildandet 1994 övertog banken en del av verksamheten hos den tidigare Ljubljanska banka, grundad 1970.

## Historia från 2002
2002 köpte belgiska KBC Group en aktiepost om 34% i banken.
I december 2013 köpte slovenska staten 100% av aktierna. Den 14 november 2018 förvärvar The Bank of New York Mellon Corporation en majoritetspost på 55.4% av slovenska staten.